# افسانه هزارپایان
افسانهٔ هزارپایان یک مجموعهٔ ۵۲ قسمتی در قالب طنز و تاریخی مدرن است که حسن وارسته طراح و سرپرست فیلمنامه اش بوده و آن را با حمزه صالحی به نگارش درآورده و شهاب عباسی آن را تهیه و کارگردانی کرده‌است، این مجموعهٔ طنز پارودی در سال های ۱۳۹۶ تا ۱۳۹۸ ساخته شده که ۱۵ قسمت از آن در بهمن ۱۳۹۶ به صورت همزمان از دو شبکه پنج و نسیم پخش شد. ادامه این مجموعه از ۳۰ خرداد ۱۳۹۹ از شبکه نسیم و سه پخش شد.

## خلاصه داستان
کاروانی برای سفر از بیابانی عبور می‌کنند که این بیابان به بیابان مرگ مشهور است آنان هنگام گذر تمام داراییشان توسط حسام بیگ به غارت برده می‌شود. این باعث می‌شود اتفاقاتی پیرامون این راهزنی در قالب طنز و تاریخی مدرن جلوه داده شود.

## بازیگران
| بازیگر            | نقش                        | توضیحات                           |
| ----------------- | -------------------------- | --------------------------------- |
| نسرین مقانلو      | گلاب مستنسخی ( گلاب بانو)  | عمه مهرداد و نازگل                |
| رامین راستاد      | مهرداد مستنسخی (اشناس)     | برادر نازگل                       |
| رضا توکلی         | گرشا مستنسخی               | عموی مهرداد و نازگل،همسر پاک بانو |
| کیمیا گیلانی      | نازگل مستنسخی(نازگل بانو)  | خواهر مهرداد                      |
| عزت‌الله مهرآوران  | تاجر                       | تاجر ابرشهر                       |
| علی اوسیوند       | عطار                       | عطار و بزرگ کهن شهر               |
| رامین ناصر نصیر   | حکیم                       | دانا و حکیم کهن شهر               |
| بیوک میرزایی      | گندای                      | کلاهبردار                         |
| تورج نصر          | طبیب ٫ پیر بزرگ            | پزشک ابرشهر ٫ رئیس ریزگردها       |
| فرشته ترابی       | سوبیه بانو                 | همسر بقیه                         |
| سارا والیانی      | مهربانو                    | همسر حکیم                         |
| فریده دریامج      | پاک بانو                   | مادر عطار،همسر گرشا               |
| سوزان عزیزی       | زن تاجر                    | زن تاجر                           |
| ابراهیم شفیعی     | بقیه                       | دلال و سرمایه دار کهن شهر         |
| مرتضی رستمی       | گرگین                      | مامور امنیت کهن شهر               |
| حامد تهرانی       | پسر تاجر                   | پسر تاجر و عاشق نازگل             |
| سالار کریمخانی    | پیلک                       | پسر پیر بزرگ،پسرخوانده گندای      |
| حمید نیک نبرد     | بلدچی                      | یکی از اهالی تاجر                 |
| عزت‌الله رمضانی فر | پیشکار                     | پیشکار تاجر                       |
| مریم کاویانی      | ترمه                       | مادر مهرداد و نازگل و همسر عماد   |
| ارژنگ امیرفضلی    | حسام بیگ                   | راهزن و رقیب مراد بیگ             |
| رحیم نوروزی       | مراد بیگ                   | راهزن و رقیب حسام بیگ             |
| محمد نادری        | مارشال                     |                                   |
| شهرزاد کمال‌زاده   | دلوپه                      | دختر پهلوان آن زان                |
| مهران رجبی        | آن زان                     | پهلوان                            |
| سید ایمان اصفهانی |                            | دستیار حسام بیگ                   |
| سیامک اشعریون     |                            | داروغه ابرشهر                     |
| امیرحسین آقایی    | بسیم بیگ                   | راهزن و دوست حسام بیگ             |
| جواد پیروزی       | ژول ورن، نجار، زکریای رازی | نویسنده داستان حسام بیگ، دانشمند  |
| قاسم ترکاشوند     | مباشر                      | طلبکار تاجر                       |
| محمد حاجی بابایی  |                            | دلاک کهن شهر                      |
| امیر حاجیان       |                            | دستیار گرگین                      |
| سید علی حسینی     | ریزگرد                     |                                   |
| آناهیتا خسروی     | سارگین                     | خواهر گرگین                       |
| میثم رستگاری      | گیل پیل                    |                                   |
| یوسف صادقی        | ریزگرد                     |                                   |
| حمزه صالحی        |                            | رئیس چهل دزد                      |
| مجید صیادی        | منطق، گیوه دوز             | برادر عطار                        |
| افشین قدیمی       | پیشخدمت                    |                                   |
| حسن کریمخان زند   | دامدار                     | تولیدکننده                        |
| پیمان کلانتری     | ریزگرد                     |                                   |
| پیمان مرادی       | بیل بان                    | زندان بان ریزگرد ها               |
| احمدرضا موسوی     | فرسا                       | شاگرد عطار                        |
| حسین میرزاییان    |                            | جارچی                             |
| حسین نصری         |                            | تاجر بی بخارایی                   |
| حسن وارسته        | میر عماد مستنسخی           | پدر نازگل و مهرداد و همسر ترمه    |
| پارسیا شکوری فر   | مهرداد                     | کودکی مهرداد                      |
| نازگل فرنقی       | نازگل                      | کودکی                             |
| شیوا خسرو مهر     | مادام                      | دانشمند                           |